# Roberto Orci
Roberto Orci   (Ciutat de Mèxic, 20 de juliol de 1973 - Los Angeles, 25 de febrer de 2025) va ser un productor de cinema i televisió i guionista mexicà. Va treballar a La llegenda del Zorro, Missió: Impossible III, Transformers i Star Trek, entre d'altres. Va ser el creador, juntament amb Jeffrey Jacob Abrams i a Alex Kurtzman, de la sèrie de televisió Fringe.